# Armero
Armero é um município da Colômbia, no departamento de Tolima, o chefe municipal é a cidade Armero Guayabal (Guayabal); Faz fronteira com os municípios de Ambalema, Falan, Lleida, Líbano, Honda, Villahermosa e San Sebastian de Mariquita, e do departamento de Cundinamarca; É banhada pelos rios Lagunilla, Cuamo, Sabandija e Magdalena.

## Erupção
Na manhã do dia 13 de novembro de 1985, a cidade foi sepultada devido à erupção do vulcão Nevado del Ruiz, nos Andes que deu origem a um lahar que transportou lama e rochas, que nalguns locais, chegou a ter com 104 metros de espessura.
Provocou a morte da quase totalidade da população, os poucos sobreviventes fugiram antes do acidente e vivem em cidades próximas. O resto cerca de 23 mil pessoas jazem debaixo das ruínas, tal como sucedeu em Pompeia e Herculano. A população da cidade tinha sido avisada na noite anterior do perigo, mas o presidente da câmara, não querendo assustar as pessoas, não as avisou e deu-se a tragédia.[carece de fontes?]

### Omayra Sánchez
Esta criança da cidade de Armero, de 13 anos, que caiu no meio das lamas e nos escombros, agonizou durante 60 horas e morreu vítima de gangrena gasosa, converteu-se no símbolo mundial de uma das piores tragédias ocasionada por um vulcão no século XX; durante o tempo que sobreviveu falou com jornalistas e enviou, constantemente, uma mensagem de fé e esperança. As suas fotos e filmes correram o mundo inteiro.